# Haberger Hof

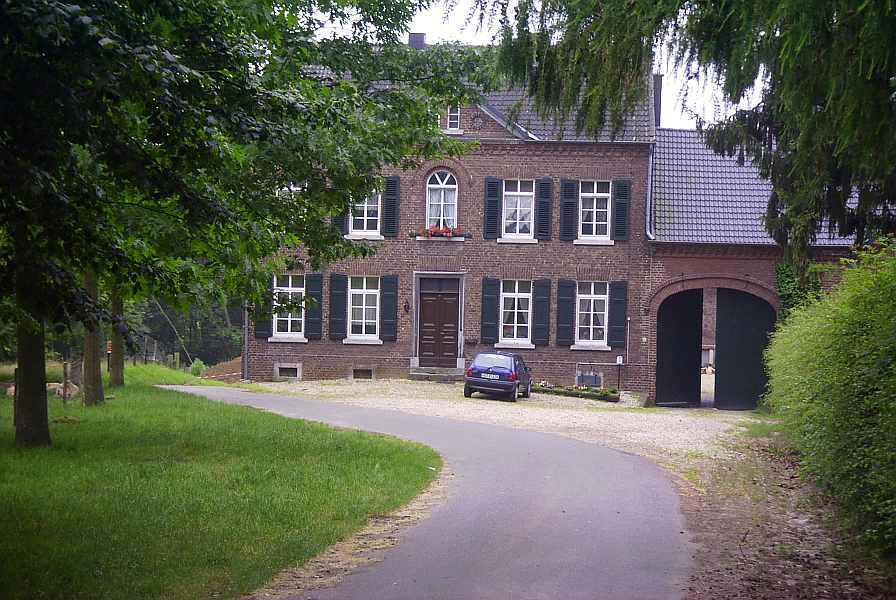
Haberger Hof, Nordostansicht

Der Haberger Hof liegt gemeinsam mit dem benachbarten Gut Haberg nordwestlich von Lövenich im Gebiet der Stadt Erkelenz im Kreis Heinsberg in Nordrhein-Westfalen. Beide Bauernhöfe liegen westlich der Straße Erkelenz-Lövenich isoliert in der Feldflur, sie befinden sich auf einem Geländesporn, der sich über das tiefergelegene Nysterbachtal erhebt. Die Höfe liegen am Übergang der Erkelenzer Börde im Osten zum Baaler Riedelland im Westen.

## Archäologie
Nördlich der Höfe befindet sich eine der bedeutendsten  Fundstätten von steinzeitlichen Feuersteinklingen im Rheinland. Der Landwirt Hubert Jansen von Gut Haberg hat die 40 ha große  Fundstelle jahrzehntelang begangen und so eine große Sammlung von circa 5500 Artefakten zusammengetragen. Altsteinzeitliche Funde stammen aus dem   Mittelpaläolithikum (96 Artefakte) und aus dem Jungpaläolithikum (circa 550 Artefakte). 59 Funde lassen sich eindeutig der Mittelsteinzeit zuweisen. Die jungsteinzeitliche Michelsberger Kultur hat zahlreiche Tonwaren und Steinwerkzeuge hinterlassen.

## Hofgeschichte
Der Haberger Hof wurde 1302 das erste Mal urkundlich in einer Aufstellung über die landwirtschaftlichen Besitztümer der Zisterzienserinnen der Abtei Dalheim erwähnt. Demnach war der vorherige Besitzer ein gewisser Wilhelm Cram. Unklar ist, ob der Hof durch Kauf oder Schenkung in den Besitz des Klosters gelangte. Die nächsten Jahre der Bewirtschaftung sind ungeklärt und werden dies sicherlich auch bleiben. Erst im Jahre 1605 wird bei einer Befragung der Tenholter Landwirte durch den Vogt von Erkelenz ein Hermann Neelis als Halfmann des Habergs genannt. Im Jahre 1650 heiratet Conigundis Moll, Tochter des verstorbenen Pächters von Gut Kippingen, den Rentmeister des Klosters Dalheim, Arnold Porten und das Ehepaar wird Pächter des Haberger Hofes. 1686 übernimmt das Ehepaar Paul Arnold und Barbara (geb. Myrbach) Schiffer den Hof. Der Sohn Johann Adam wird nach der Heirat mit Christina Müller im Jahre 1721 neuer Pächter.
Der Eintrag aus dem Dalheimer Pachtbuch weist folgende Leistungen und Güter als Pachtentgelt aus: 20 Malter Roggen, 28 Malter Gerste, sechs Malter Weizen, zwei Malter Erbsen, zwei Malter Rübsamen, sechs Stein Flachs, drei überjährige Ferkel, ein fettes Kalb, ein Lamm, ein Hammel, sechs Hühner, 100 Eier, 21 Reichstaler und eine Dienstfahrt für die Äbtissin mit allen Pferden. Des Weiteren waren an die Kirche in Lövenich drei Pfund Wachs, zwei Sümmer Roggen, zwei Sümmer Hafer und ein Lamm abzugeben. Der Küster bekam ein Sümmer Roggen. Ebenfalls waren von zehn Morgen Gewinn- und Gewerbesteuer zu entrichten und im Kriegsfalle dem Kurfürsten ein Pferd samt Heerwagen zu stellen.
Aufgrund erheblicher Pachtrückstände wurde dem Ehepaar am 13. August 1740 zum 22. Februar 1741 (Kathedra Petri) gekündigt. Am 22. Februar 1741 bezogen Wilhelm und Gertrud Jansen als neue Pächter den Hof. Ab dem 8. Januar 1789 übernahm Sohn Johann Peter, der am 7. September 1775 Clara Maria Holtz aus Müntz heiratete, die Pachtung.
Während der Französischen Revolution erfolgte nach der Eroberung des Rheinlandes durch Konsularbeschluss die Aufhebung und Auflösung der Klöster im Zuge der allgemeinen Säkularisation. Der Haberger Hof wurde am 13. August 1802 Nationaleigentum. Im Jahre 1806 kaufte Graf Ludwig von Hompesch, wohnhaft auf Schloss Rurich, den Hof von der Domänenverwaltung. 
Die Eheleute Jansen bewirtschafteten den Hof die ganze Zeit über weiter und unterschrieben am 21. November 1806 den Pachtvertrag mit dem Grafen von Hompesch. Am 18. März 1817 kaufte Johann Peter dem Grafen den Hof für 42.000 Franken ab. Das Ehepaar Jansen gebar vier Söhne, wobei Clara Maria kurz nach der Geburt des letzten Sohnes 38-jährig verstarb. Der dritte Sohn Gottfried heiratete am 18. Juni 1812 Anna Maria Maassen aus Katzem und half mit ihr bei der Bewirtschaftung des durch Zukauf und Erbe mittlerweile auf über 300 Morgen (hierbei handelt es sich sehr wahrscheinlich um den Kölnischen Morgen mit 31,75 Ar) Land gewachsenen Hofes. Gottfried überlebte seinen Vater nicht und verstarb am 14. August 1827. Johann Peter verstarb fünf Jahre später 81-jährig am 19. Mai 1832. 
Seine Schwiegertochter Anna Maria übernahm mit ihren vier (von acht) noch lebenden Kindern den Haberger Hof.
Peter Heinrich übernahm nach der Heirat mit Anna Sofia Hilgers den Lützerather Hof in Lützerath.
Augustin, Wilhelm und Maria Teresia blieben auf dem Haberger Hof. Maria Theresia verstarb 1856 unverheiratet mit 29 Jahren.
Im Jahre 1841 entschloss sich Anna Maria einen zweiten Hof zu bauen und schloss mit dem Ziegelmeister Andreas Dörbaum aus Kleinbouslar einen Vertrag über das Brennen von circa 180.000 Steinen. Der Bau des Hofes begann 1844 und dauert bis zum Jahre 1851. Durch Los wurde entschieden, dass Augustin auf dem Haberger Hof bleibt und Peter Heinrich auf den Neuen, dem Gut Haberg zieht. Anna Maria zog ebenfalls auf den neuen Hof. Das Land wurde nach Qualität und Größe gleichmäßig aufgeteilt.
Augustin heiratete im November 1854 Anna Maria Schlick aus Holzweiler. Von den neun geborenen Kindern übernahm Joseph im Jahre 1892, nach seiner Heirat mit Agnes Froitzheim aus Erkelenz, den Haberger Hof. Zeitweilig wohnte Joseph in der Pächterwohnung auf Gut Nierhoven, um von dort aus den Haberger Hof, Gut Nierhoven und den Scherreshof zu bewirtschaften. Aus dieser Ehe gingen drei Kinder hervor, wobei Philip bereits einen Tag nach der Geburt und Augustin 28-jährig als Reserveleutnant in Russland verstarb. Maria heiratete 1913 Peter Schliebeck, einen Rechtsanwalt aus Erkelenz. 
Heute bewohnt die vierköpfige Familie der Enkelin Schliebecks den Haberger Hof.
Der Hof steht heute unter Denkmalschutz.